# 親潮 (駆逐艦)
親潮（おやしお/おやしほ）は、日本海軍の駆逐艦。陽炎型駆逐艦4番艦である。艦名は海上自衛隊の潜水艦（おやしお（初代）、おやしお (潜水艦・2代)）に継承された。

## 艦歴

### 太平洋戦争前
「親潮」は舞鶴海軍工廠で1938年（昭和13年）3月29日に起工。
同年9月20日、「親潮」と命名され、同日附で艦艇類別等級表に登録。
同年11月29日、進水。
1939年（昭和14年）12月1日、吹雪型駆逐艦6番艦金岡国三中佐（当時、駆逐艦「東雲」艦長）が親潮艤装員長に任命される。
12月7日、舞鶴海軍工廠に親潮艤装員事務所が設置され、事務を開始する。
1940年（昭和15年）5月1日、金国中佐は、制式に「親潮」初代駆逐艦長に任命された。
5月10日、艤装員事務所は撤去。8月20日に竣工し、呉鎮守府所属となった。
8月31日、日本海軍は、陽炎型3隻（親潮、早潮、夏潮）で第15駆逐隊を編制。第15駆逐隊司令には、駆逐艦「子日」初代艦長や「吹雪」艦長、特務艦「野島」艦長等を歴任した植田弘之介大佐が任命された。
11月15日、第15駆逐隊は第二艦隊・第二水雷戦隊（司令官五藤存知少将）に編入。同時に、第16駆逐隊に所属していた姉妹艦「黒潮」が第15駆逐隊に編入される。これをもって第15駆逐隊は陽炎型4隻編制となる。
1941年（昭和16年）6月18日、第15駆逐隊司令は植田大佐から佐藤寅治郎大佐（前職、第4駆逐隊司令）に交代した。
9月10日、艦長・金岡中佐は第30掃海隊司令へ転任。後任の艦長は、駆逐艦「綾波」艦長有馬時吉中佐が補された。

### 太平洋戦争緒戦
1941年（昭和16年）12月8日の太平洋戦争開戦時、「親潮」ほかの第15駆逐隊は第二水雷戦隊（司令官田中頼三少将：旗艦「神通」）所属。12月、ダバオ、ホロ攻略作戦に参加した。
1942年（昭和17年）1月上旬、マナド攻略作戦に参加した。以降、ケンダリ攻略作戦、アンボン攻略作戦、マカッサル攻略作戦、クパン攻略作戦、ジャワ南方機動作戦に参加した。一連の任務従事中の2月8日、輸送船団護衛中に僚艦「夏潮」が米潜水艦「S-37(USS S-37, SS-142) 」に雷撃され航行不能となる。「親潮」が護衛する中で「黒潮」による曳航が実施されたが、「夏潮」は2月9日に沈没。第15駆逐隊は司令艦を「親潮」に変更し、当分3隻編制で行動を続けた。
3月15日、「親潮」はスラウェシ島のスターリング湾を出港し、呉まで空母「加賀」を護衛した。
4月18日のドーリットル空襲に対処したあと、第15駆逐隊はフィリピン、カガヤン攻略作戦に参加。5月10日、第15駆逐隊はマニラを出港し、内地帰投中の空母「翔鶴」（5月8日の珊瑚海海戦で大破、損傷中）及び同行駆逐艦2隻（夕暮、漣）と合流し、5月17日呉軍港に到着した。6月上旬のミッドウェー海戦における第二水雷戦隊は輸送船団（ミッドウェー島占領部隊）の護衛を担当。第15駆逐隊は第十一航空戦隊（水上機母艦「千歳」）の護衛任務に就いた。
7月にはペナン沖で対潜警戒活動を実施。7月5日、アリューシャン方面作戦に従事中の第18駆逐隊3隻（不知火、霞、霰）が米潜水艦「グロウラー (USS Growler, SS-215) 」に雷撃され、大損害を蒙った（「霰」沈没、「不知火」と「霞」大破航行不能）。そこで「不知火」達とは別行動で無事だった駆逐艦「陽炎」を3隻編制になっていた第15駆逐隊に編入する事になり、7月20日附で15駆は陽炎型4隻編制となった。

### ガダルカナル島の戦い
8月7日以降、第15駆逐隊はガダルカナル島の戦いに投入された。駆逐艦によるガダルカナル島への輸送作戦『鼠輸送』に従事する。
10月13日、第三戦隊司令官栗田健男中将指揮下の挺身攻撃隊（第三戦隊《金剛、榛名》、第二水雷戦隊《旗艦〔五十鈴〕、第15駆逐隊〔親潮、黒潮、早潮〕、第24駆逐隊〔海風、江風、涼風〕、第31駆逐隊〔高波、巻波、長波〕》）はガダルカナル島ヘンダーソン飛行場基地に対する艦砲射撃を実施、成功した（ヘンダーソン基地艦砲射撃）。
10月下旬、前進部隊（指揮官近藤信竹第二艦隊司令長官）に所属して南太平洋海戦に参加。
11月12日 - 15日の第三次ソロモン海戦において第二水雷戦隊（早潮《二水戦旗艦》、親潮、陽炎、海風、江風、涼風、高波、長波、巻波、天霧、望月）は輸送船団11隻を護衛して作戦に参加。米軍機の空襲により輸送船10隻喪失（沈没6隻、4隻擱座）、輸送船1隻大破という大損害を受けた。
11月24日、ニューギニア島のラエ輸送作戦に従事していた僚艦「早潮」がB-17爆撃機の空襲を受けて沈没し、15駆は3隻編制（親潮、黒潮、陽炎）になった。11月30日、田中頼三少将（駆逐艦「長波」座乗）が指揮する第二水雷戦隊（第31駆逐隊《高波、長波、巻波》、第15駆逐隊《親潮、黒潮、陽炎》、第24駆逐隊《江風、涼風》）はルンガ沖夜戦で勝利を収めるが、駆逐艦「高波」を喪失した。15駆の2隻（親潮、黒潮）は田中司令官より航行不能となった「高波」救援命令を受けたが、救助活動開始寸前で米艦が接近してきたため、「高波」を残して避退した。
11月28日附で東日出夫少佐が「親潮」駆逐艦長に補職。
12月3日、田中少将の指揮下、駆逐艦10隻（31駆《長波、巻波》、15駆《親潮、黒潮、陽炎》、24駆《江風、涼風》、4駆《嵐、野分》、27駆《夕暮》）によるガ島へのドラム缶輸送が実施され、「巻波」が中破する。
12月7日、佐藤大佐（第15駆逐隊司令）の指揮下、駆逐艦9隻（親潮、黒潮、陽炎、江風、涼風、嵐、野分、有明）でガ島輸送を実施するが、空襲で「野分」が損傷、米軍魚雷艇の迎撃により輸送作戦も失敗した。
12月11日、田中少将の指揮下、駆逐艦部隊（秋月型2番艦照月《二水戦旗艦》、第4駆逐隊《嵐》、第31駆逐隊《長波》、第24駆逐隊《江風、涼風》、第15駆逐隊《親潮、黒潮、陽炎》、第17駆逐隊《谷風、浦風》、第27駆逐隊《初春》）と共にガダルカナル島へ輸送作戦中、「照月」が魚雷艇に撃沈される。その後、ムンダ輸送作戦に従事した。
12月26日、第15駆逐隊司令は佐藤寅治郎大佐から牟田口格郎大佐に交代。12月29日附で第二水雷戦隊司令官も田中少将から小柳冨次少将に交代。
1943年（昭和18年）1月2日 - 3日、小柳少将の指揮下、駆逐艦10隻（長波、江風、涼風、巻波、親潮、黒潮、陽炎、荒潮、磯波、電）はガ島ドラム缶輸送を実施する。この作戦中に「涼風」が損傷。続いて「親潮」も異常振動に見舞われ、以降の作戦に参加できなくなる。
第15駆逐隊（親潮、陽炎）は「黒潮」を外南洋部隊（第八艦隊）に残して前進部隊（第二艦隊）に復帰。1月9日、15駆は特設水上機母艦「山陽丸」を曳航する給油艦「鶴見」を護衛してショートランド泊地を出発し、1月17日にトラック泊地へ到着。
1月17日からトラックで応急修理を受ける。
2月1日、「親潮」は「箱崎丸」を護衛してトラック泊地を出発、2月9日に呉到着。呉工廠において3月22日まで修理を実施した。3月31日、「親潮」「黒潮」は内海西部を出発、4月2日に横須賀へ到着。
4月4日、「親潮」は駆逐艦3隻（漣、響、黒潮）とともに大型艦3隻（空母《大鷹、冲鷹》、重巡《鳥海》）を護衛して横須賀を出発、4月8日夜、アメリカの潜水艦「タニー (USS Tunny, SS-282) 」が日本艦隊を発見、襲撃するが被害はなかった。4月10日、トラック泊地に到着して任務を終える。トラック泊地周辺の対潜掃蕩を実施したのち、4月24日附で二水戦4隻（親潮、黒潮、陽炎、海風）は南東方面艦隊（外南洋部隊）に編入される。4月26日、第15駆逐隊はラバウルに進出した。

### 沈没
1943年（昭和18年）4月、ムンダやコロンバンガラ島の部隊が栄養不良などにより戦力が低下していたため部隊の補充交代が実施されることになり、4月29日～5月8日にかけて駆逐艦による6回のコロンバンガラ輸送が行われることになった。「親潮」は4月29日の第一回、5月3日の第三回に参加したが、毎回同じ航路を取ったため5月6日にアメリカの敷設駆逐艦「ガンブル」、「ブリーズ」、「プレブル」がブラケット水道に機雷を敷設した。
5月7日17時、第15駆逐隊3隻（親潮、黒潮、陽炎）はブインから第五回の輸送に出発した。3隻は前回同様ファーガスン水道、ブラケット水道を通って5月8日午前1時ごろにコロンバンガラ島ビラ沖に入泊し、搭載人員、物資を下ろして帰還者を乗せると3時10分ごろに出港した。3時49分、「親潮」はアウェイ島北西約0.6海里で触雷、航行不能になった。それを潜水艦の雷撃と考えた「黒潮」「陽炎」は爆雷を投射したが、4時11分ごろに今度は「陽炎」が触雷し、5時6分に「黒潮」も触雷して瞬時に沈没した。コースト・ウォッチャーズ（沿岸監視員）から日本駆逐艦が航行不能となって漂流中との報告を受けたマーク・ミッチャー少将はSBD19機、TBF3機、F4U32機およびP-408機を攻撃に向かわせた。F4UとTBFは荒天のため引き返したが残りは攻撃を行い、「親潮」の三番砲塔付近に爆弾1発が命中した。「親潮」は南方に漂流し、同日17時5分にアンウィン諸島西端付近で沈没した。「親潮」では91名の戦死者が出た。艦齢は約2年8ヶ月だった。
第15駆逐隊司令牟田口大佐や東艦長以下生存者は近くの島へ移動。引き揚げ船でショートランド泊地に戻った。
救助に向かっていた駆逐艦「萩風」、「海風」は速報を受けて遭難現場に到着したが、生存者より3隻沈没の報告を受けて引き返した。
同年6月1日、東中佐は親潮駆逐艦長の職務を解かれる。
6月20日、陽炎型3隻（黒潮、親潮、陽炎）は同時に除籍。また同日附をもって第15駆逐隊も解隊。陽炎型駆逐艦の名称も『不知火型駆逐艦』に変更された。

## 歴代艦長
艤装員長
1. 金岡國三 中佐：1939年12月1日[7] - 1940年5月1日[9]

駆逐艦長
1. 金岡國三 中佐：1940年5月1日[9] - 1941年9月12日[19]
2. 有馬時吉 中佐：1941年9月12日[19] - 1942年11月28日[46]
3. 東日出夫 少佐/中佐：1942年11月28日[46] - 1943年6月1日[84]